# بينتون
بينتون (بالإنجليزية: Benton)‏ هي مدينة أمريكية تقع في ولاية ألاباما.تبلغ مساحة هذه المدينة 0.9 (كم²)،ويبلغ عدد سكانها 47 نسمة حسب إحصاء سنة 2010 م.تشير الإحصاءات بأن الكثافة السكانية في هذه المدينة تقدر بـ(52.2) نسمة/كم2.